# Società Sportiva Chieti 1951-1952
Questa voce raccoglie le informazioni riguardanti la Società Sportiva Chieti nelle competizioni ufficiali della stagione 1951-1952.

## Rosa
| N. |                   | Ruolo | Calciatore        |
| -- | ----------------- | ----- | ----------------- |
|    | Italia (bandiera) | A     | B. Basciani       |
|    | Italia (bandiera) | D     | S. Berti          |
|    | Italia (bandiera) | A     | Vittorio Dagianti |
|    | Italia (bandiera) | C     | N. Di Girolamo    |
|    | Italia (bandiera) | D     | R. Di Virgilio    |
|    | Italia (bandiera) | A     | Armando Esposito  |
|    | Italia (bandiera) | D     | Giovanni Ferraro  |
|    | Italia (bandiera) | C     | Nino Frati        |
|    | Italia (bandiera) | C     | Roberto Magrelli  |

| N. |                   | Ruolo | Calciatore        |
| -- | ----------------- | ----- | ----------------- |
|    | Italia (bandiera) | C     | Nino Malinverni   |
|    | Italia (bandiera) | D     | G. Micolucci      |
|    | Italia (bandiera) | P     | Mariano Pazzi     |
|    | Italia (bandiera) | A     | B. Ragazzini      |
|    | Italia (bandiera) | C     | Oreste Roccasecca |
|    | Italia (bandiera) | A     | L. Taccola        |
|    | Italia (bandiera) | D     | A. Vittori        |